# Au régal des vermines
Au régal des vermines est un pamphlet écrit par l'écrivain français Marc-Édouard Nabe et publié pour la première fois en 1985 aux éditions Barrault. Nabe y aborde de nombreux thèmes (jazz, littérature, femmes, religion) qui se retrouvent dans ses livres suivants. Il fait de nombreux portraits, notamment ceux de Thelonious Monk, Louis-Ferdinand Céline, de ses parents, de sa femme, etc.

## Passage dans l'émissionApostrophes
Le 15 février 1985, Marc-Édouard Nabe est invité dans l'émission littéraire de Bernard Pivot Apostrophes. Il défend les ouvrages antisémites de Louis-Ferdinand Céline et de Lucien Rebatet. Ses propos lui valent l'hostilité des autres invités présents sur le plateau, en particulier de Morgan Sportès. Au cours de l'émission, Pivot lit un faux télégramme de Jean-Pierre Stirbois, secrétaire général du FN, félicitant Nabe. À la fin de l'émission, hors caméra, Nabe est violemment frappé par Georges-Marc Benamou. Son passage médiatique lui vaut d'être accusé d'antisémitisme et d'être attaqué en justice par la Licra. La procédure s'éteint en février 1989 et Nabe, bien que non condamné, en retire une image sulfureuse teintée d'antisémitisme. Les conséquences de son passage médiatique sont longuement analysées dans le second tome de son journal, Tohu-Bohu.
Le lendemain de l'émission, Marc-Édouard Nabe est interrogé par Charles Gautier pour Le Quotidien de Paris. L'entretien, sous-titré « Je suis le Buster Keaton de l'Apocalypse », permet à Nabe de s'expliquer sur son passage médiatique : « J'estime qu'il vaut mieux commencer comme cela et se patiner, plutôt que d'être un personnage mièvre, et d'être un vieux con ensuite. » À propos de la Licra, il affirme qu'il l'a attaquée « sur sa volonté de ne pas vouloir oublier, qui peut aller jusqu'à l'absurde ». Quant à son livre, l'écrivain a conscience que c'est « une arme qui peut se retourner contre [lui] », et qu'il est « truffé de phrases qui, sorties de leur contexte, peuvent [l]'assassiner ». À côté du long interview, Le Quotidien de Paris donne la parole à Georges-Marc Benamou, qui justifie son coup de poing : « J'aurais volontiers, il y a 40 ou 50 ans de cela, cassé la figure au Céline de Bagatelles pour un massacre, au Rebatet des Décombres, à Brasillach… »

## Accueil critique

### À l'édition originale
Dominique Durand, journaliste au Canard enchaîné, signe le premier article sur le livre. Il parle d'une « écriture sur papier de verre qui bousillerait un écorché ». Les pages sur Monk sont « éblouissantes comme les plus beaux chorus » et Nabe fait un « portrait magistral, inoubliable » de Léon Bloy. 
Dans le Quotidien de Paris, Jean-Claude Perrier parle de Nabe comme d'un « petit-fils de Céline, mais d'un Céline sans l'œuvre » et résume son livre à un « torrent de boue ». Raphaël Sorin, dans Le Monde, écrit que « Nabe a mal digéré ses lectures. Il recrache en vrac morceaux de Bloy, Suarès, Powys, Céline, Rebatet ».

### À la réédition de 2005
Le 17 octobre 2006, Marc-Édouard Nabe est invité dans l'émission de Laurent Ruquier, On a tout essayé, diffusée sur France 2. Après un court échange entre l'écrivain et l'animateur, le chroniqueur Gérard Miller prend la parole pour critiquer sévèrement le livre. Il lit notamment des extraits pour dénoncer le « salaud lumineux » que serait Marc-Édouard Nabe. En réponse au monologue du chroniqueur, l'écrivain choisit de quitter le plateau. Il analyse l'émission dans son livre Les Porcs 1 dans lequel il explique la raison de son départ, invoquant un « montage malhonnête » de citations réalisé par le chroniqueur. L'intégralité du passage a été piratée et diffusée sur Internet dans la semaine qui a suivi sa diffusion tronquée.

### À la réédition de 2012
Anthony Palou consacre un article au livre dans Le Figaro, durant l'été 2012, dans lequel il revient sur la réception critique du livre au moment de sa parution, en février 1985.

## Échos
- En février 2011, le magazine So Jazz consacre un dossier au musicien de jazz Thelonious Monk, reproduisant un long passage du livre[12],[13].
- En janvier 2018, deux extraits du livre sont lus dans un épisode de l'émission Une vie, une œuvre consacrée à Thelonious Monk sur France Culture[14].

## Éditions

### Bernard Barrault (1985)
Le livre est publié pour la première fois par Bernard Barrault en janvier 1985. Il connaît une nouvelle édition en 1992. 
- éditions Barrault, 1985, 283 p.  (ISBN 2736000188)

### Le Dilettante (2005)
Pour les vingt ans de la publication originale du livre, il est réédité par les éditions du Dilettante. L'ouvrage est accompagné d'une préface écrite pour l'occasion par Marc-Édouard Nabe, qui a été publiée quatre ans plus tard en plaquette séparée : Le Vingt-septième Livre.
- rééd., Le Dilettante, 2005, 384 p.  (ISBN 9782842631192)

### L'«anti-édition» (2012)
Jouissant des droits de ses livres, Marc-Édouard Nabe tire lui-même 5 000 exemplaires qu'il publie en mai 2012 grâce à son système d'« anti-édition ».
- rééd., auto-édition, 2012, 304 p.  (ISBN 9782953487923)